# Aristomène
Pour la municipalité moderne, voir Aristoménis (Messénie)
Aristomène fut un roi et général de Messénie vers 684 av. J.-C.
Il souleva ses compatriotes contre les Lacédémoniens, et participa à la seconde guerre de Messénie. Deux fois il fut fait prisonnier, jeté au Céadas, et chaque fois il s'échappa de manière miraculeuse. Il remporta de grandes victoires et soutint dans Íra un siège de onze ans (682-671 av. J.-C.), mais ne put empêcher l'asservissement de sa patrie. 
Vaincu, il se retira en Arcadie (-671) avec une partie des Messéniens, tandis que les autres allaient en Sicile puis passa à Rhodes où il mourut.
Il serait aussi, d'après Richard Francis Burton, l'inspirateur du personnage du marin Sinbad le marin dans Les Mille et Une Nuits.
Son nom a été donné de 1987 à 2010 à un dème (municipalité) de Grèce moderne, qui est aujourd'hui un district municipal du dème de Messène.